# Erysimum degenianum
Erysimum degenianum är en korsblommig växtart som beskrevs av Georges Vincent Aznavour. Erysimum degenianum ingår i släktet kårlar, och familjen korsblommiga växter. Inga underarter finns listade i Catalogue of Life.